# Liste des villes du Kosovo
Liste (incomplète) des villes du Kosovo, par ordre alphabétique.
- Ferizaj / Uroševac
- Gjakova ou Gjakovë / Đakovica
- Gjilani ou Gjilan / Gnjilane
- Kamenica ou Kamenicë / Kosovska Kamenica
- Mitrovica ou Mitrovicë / Kosovska Mitrovica
- Vushtrii ou [Vučitrn]
- Pejë ou Peja / Peć
- Podujeva ou Podujevë / Podujevo
- Prishtinë ou Prishtina / Priština, la capitale
- Prizren
- Istog / Istok
- Vushtrii ou [Vučitrn]